# Stade de Kiffa
Stade de Kiffa – stadion piłkarski w mieście Kifa, w Mauretanii. Swoje mecze rozgrywa na nim drużyna piłkarska Ittihad Assaba. Stadion może pomieścić 1 000 widzów.